# Hispanopithecus
Hispanopithecus es un género de homínidos que habitó en Europa durante el Mioceno. Fue identificado por primera vez en 1944 por J. F. Villalta y M. Crusafont en Notas y Comunicaciones del Instituto Geológico y Minero de España. Algunos antropólogos difieren sobre si el Hispanopithecus pertenece a la subfamilia Ponginae (más estrechamente relacionada con los orangutanes modernos) o a la Homininae (más estrechamente relacionada con los gorilas, los chimpancés y los humanos).
El género contiene dos especies conocidas: Hispanopithecus laietanus e Hispanopithecus crusafonti. Los fósiles encontrados han sido datados con una antigüedad de entre 11,1 y 9,5 millones de años.

## Morfología
Los rasgos postcraneales presentan características morfológicas que sugieren un mosaico de comportamientos locomotores. La estructura del hueso cortical en los extremos proximal y distal del fémur, especialmente el cuello de la cabeza femoral, indican un cuerpo con postura erguida. Las vértebras recuperadas indican un tórax relativamente corto, ancho y profundo, que soporta la postura ortógrada para trepar, escalar y alimentarse en un entorno arbóreo. Las extremidades delanteras más largas y las escápulas situadas dorsalmente proporcionarían un amplio rango de movimiento que permitiría un comportamiento suspensorio por debajo de las ramas y la habilidad para alcanzar la comida durante el forrajeo.
La articulación húmero-cubital permitía la hiperextensión y flexión del antebrazo. Los robustos carpos y metacarpos con superficies articulares extendidas dorsalmente son un fuerte indicio de cuadrupedismo palmípedo durante la locomoción por encima de la ramas. Las falanges proximales están fuertemente curvadas y son relativamente largas en comparación con las de otros homínidos y se asemejan más a la estructura de los orangutanes actuales. La longitud y la curvatura de las falanges de la mano indican un mecanismo de "doble cierre", similar al de los orangutanes, y permitirían un fuerte agarre alrededor de ramas delgadas.
Las estimaciones de la masa corporal de los especímenes recuperados proporcionan una fuerte evidencia de dimorfismo sexual. Se ha estimado que los machos pesaban aproximadamente 40 kg y poseían dientes caninos prominentes. Las hembras tenían un peso estimado de 22-25 kg y poseían dientes caninos más pequeños. La fórmula dental del Hispanopithecus, común a los grandes simios, es {\displaystyle {\tfrac {2.1.2.3}{2.1.2.3}}} con la superficie oclusal Y5 presente en los molares inferiores.

## Dieta y entorno
El análisis del microdesgaste de los dientes de Hispanopithecus revela una preferencia morfológica por alimentos más blandos, incluidos frutas y posiblemente hojas jóvenes. Una combinación de rayones y marcas en la superficie son indicativos de una dieta mixta, que carecía de muchos alimentos duros como nueces y semillas, excepto en épocas de escasez de alimentos blandos, y no presenta los patrones de desgaste habituales en las dietas de los folívoros intensivos. La hipoplasia lineal es común, lo que sugeriría episodios de estrés por malnutrición durante el desarrollo dental, indicando la necesidad de alimentos secundarios en la dieta cuando los alimentos preferidos no estaban disponibles.
Las evidencias sugieren que el entorno del Hispanopithecus en la península ibérica era de tropical a subtropical con características de pantano. La flora de la época se conserva en forma de muestras de laureles de hoja perenne, palmeras, cañas y plantas palustres en las zonas húmedas, así como diversos árboles y arbustos leguminosos en las zonas secas de las tierras bajas. Se han conservado higos en la capa estratigráfica, que también contenía dientes de homínidos, que habrían estado disponibles todo el año en el Mioceno medio. El clima cambió en el Mioceno tardío a un entorno más fresco, más seco y menos tropical. Esto habría provocado un cambio estacional que habría afectado a las fuentes de alimento disponibles para el Hispanopithecus, contribuyendo posiblemente a su extinción cerca de esta época.